# Хое Дахщайн
Дахщайн или Висок Дахщайн (на немски: Hoher Dachstein) (2995 м) е един от най-известните върхове в Австрия и втори по височина на Северните Варовикови Алпи (след Парзайершпице, 3036 м). Увенчава масив със същото име, на който са наименовани още сто варовикови върха. Размерите му са около 20 км ширина и 30 км дължина. В масива се срещат границите на три австрийски провинции – Горна Австрия, Щирия и Залцбург, като първите две си поделят склоновете на върха.
Варовикът е сравнително мека скала и позволва оформянето на остри ръбове и стърчащи като игли тесни скали. Това придава на Хое Дахщайн типичен алпийски вид и го прави любим обект на много катерачи. Той има значителна собствена височина, която на места надхвърля 2100 м. Това означава, че са оформени високи стръмни стени, особено от север. Там са запазени и няколко малки ледника – най-източните в Алпите. Най-голям сред тях е Халщатският ледник (от 2850 до 2200 м), който захранва едноименно езеро, на чийто бряг се намира известният курорт Халщат. Ледникът намалява с по 20 м всяка година и е обречен на скорошно изчезване. В района е изградена една от най-известните наблюдателни площадки в света – „петте пръста“, която предлага спираща дъха гледка към долината на север. Други ледници са Гозау, Шладмингер, Шнеелох и два на име Торстен – северен и южен.
Първото известно изкачване е предприето през далечната 1834 г. от Петер Турвайзер. С двама водачи от местното население той минава по ледника Гозау и поставя на върха дървен кръст. Този факт обаче е спорен и е предизвиквал дискусии както тогава, така и днес, защото един друг планинар – Якоб Бухщайнер – твърди, че е бил на върха два пъти преди това, през 1819 и 1823 г.
Около върха са построени пет хижи, от които най-високата е от типа планински заслон на 2740 м височина. Изградени са и маршрути, осигурени с метални въжета от типа Виа Ферата. Най-известният панорамен маршрут е Дахщайн Рундвег, чието изпълнение отнема 8 дни.